# Bokšanica
Bokšanica är en bergskedja i Bosnien och Hercegovina.   Den ligger i entiteten Republika Srpska, i den östra delen av landet, 60 km öster om huvudstaden Sarajevo.
Omgivningarna runt Bokšanica är en mosaik av jordbruksmark och naturlig växtlighet. Runt Bokšanica är det ganska tätbefolkat, med 67 invånare per kvadratkilometer.